# Nyctycia plagiogramma
Nyctycia plagiogramma là một loài bướm đêm trong họ Noctuidae.